# Castor (szczyt)
Castor (wł. Punta Castore) – szczyt w Alpach Pennińskich, w masywie Breithorn - Lyskamm. Leży na granicy między Szwajcarią (kanton Valais) a Włochami (region Dolina Aosty). Sąsiaduje ze szczytem Pollux. Castor i Pollux nazwane są bliźniakami (niem. „Zwillinge”). Szczyt można zdobyć ze schronisk Cabane du Mont Rose (2795 m) i Gandegg Hütte (3029 m) po stronie szwajcarskiej oraz Rifugio Quintino Sella (3585 m) i Rifugio Ottorino Mezzalama (3036 m) po stronie włoskiej. Lodowiec pod szczytem to Lodowiec Zwilling.
Pierwszego odnotowanego wejścia dokonali 23 sierpnia 1861 r. William Mathews i F. W. Jacomb z przewodnikiem z Chamonix, Michelem Crozem.